# موسى مازو

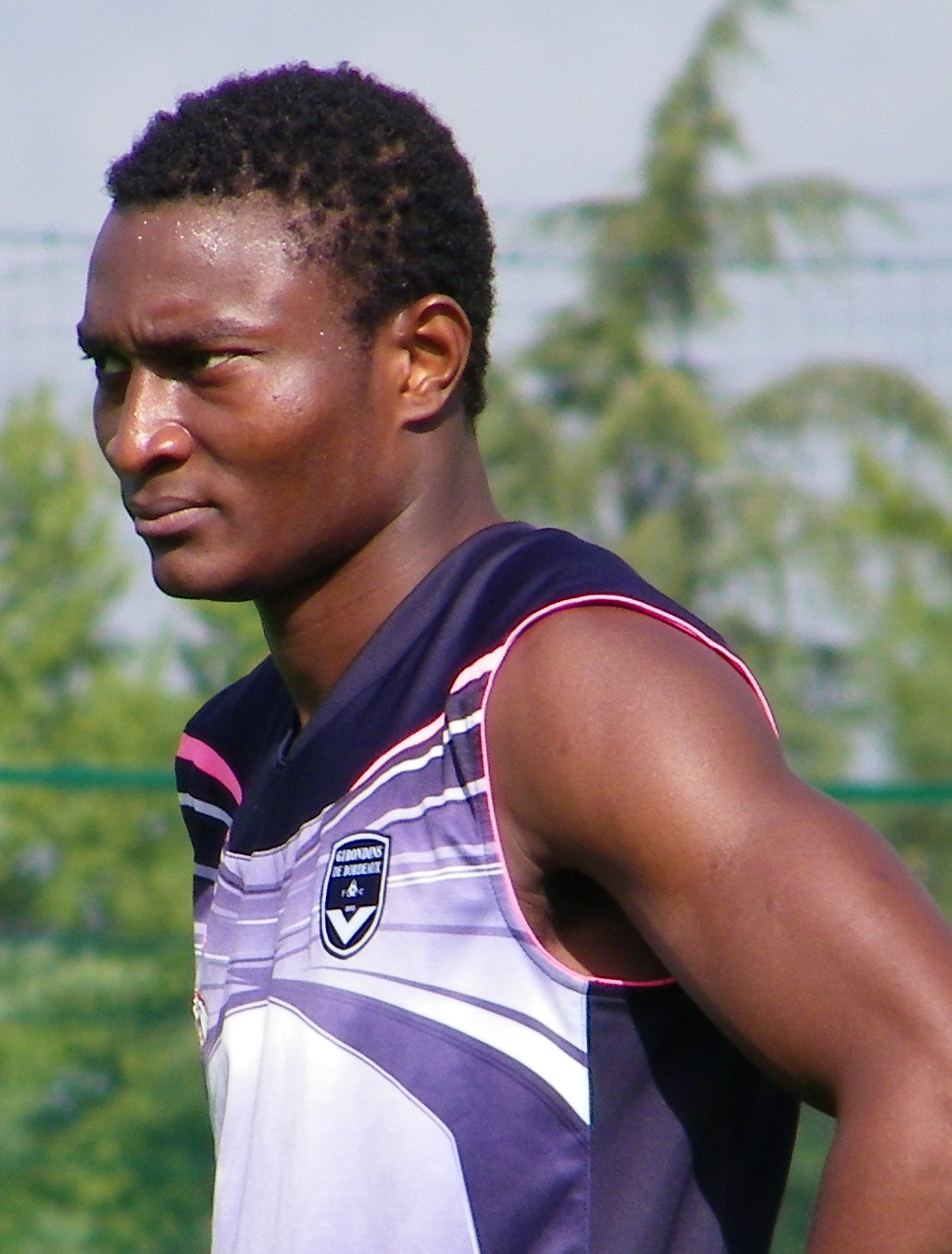
أوو موسى مازو

أوو موسى مازو (بالفرنسية: Moussa Maazou)‏ (مواليد 25 أغسطس 1988 في نيامي - النيجر) لاعب كرة قدم نيجري يلعب في مركز المهاجم . .

## روابط خارجية
- موسى مازو على موقع الاتحاد الدولي (مؤرشف)  (الإنجليزية)
- موسى مازو على موقع قاعدة بيانات كرة القدم.إي يو (الإنجليزية)
- موسى مازو على موقع ليكيب (الفرنسية)
- موسى مازو على موقع ناشيونال فوتبول تيمز (الإنجليزية)
- موسى مازو على موقع Soccerway.com (الإنجليزية)
- موسى مازو على موقع عالم كرة القدم.نت (الإنجليزية)
- موسى مازو على موقع كووورة
- موسى مازو على موقع AS.com (الإسبانية)